# Ssa-i-bo-geu-ji-man-gwen-chan-a
Ssa-i-bo-geu-ji-man-gwen-chan-a (hangul: 싸이보그지만 괜찮아; br: Eu Sou um Cyborg, e Daí?) é um filme sul-coreano de 2006, dos gêneros  drama, comédia e romance, dirigido e escrito por Park Chan-wook. Estrelado por Rain e Im Soo-jung, venceu o prêmio Alfred Bauer, uma das condecorações do Urso de Prata no Festival Internacional de Cinema de Berlim.

## Elenco
- Rain - Park Il-soon
- Im Soo-jung - Cha Young-goon
- Choi Hee-jin - Dr. Choi Seul-gi
- Lee Yong-nyeo - mãe de Young-goon
- Yoo Ho-jeong - mãe de Il-soon
- Kim Byeong-ok - juiz